# Yuan Quan
Yuan Quan (chinois traditionnel : 袁泉 ; pinyin : Yuán Quán) née le 16 octobre 1977 à Jingzhou, est une actrice et chanteuse chinoise.

## Biographie

### Jeunesse et vie personnelle
Née à Jingzhou dans la province du Hubei d'une famille Hui-Han. Elle est entrée à l'académie centrale d'art dramatique.
En 2009, Elle est mariée avec Xia Yu, une décennie après leur première rencontre alors qu'ils étaient étudiants sur le même campus. Ils sont apparus dans 4 films ensemble. Elle est mère d'une fille.

### Carrière
En 1998, le film Rhapsody of Spring (en) de Teng Wenji est son premier succès, pour lequel elle est élue « Meilleur second rôle féminin » au Coqs d'or.
En 2002, elle remporte son deuxième Coqs d'or pour sa performance dans Pretty Big Feet (en) de Mo Yan.
En 2007, elle sort son premier album, The Lonely Flower.
Elle connaît le succès en 2014 en jouant dans deux films à succès, Breakup Buddies et Huangjin shidai,.
En 2017, elle partage l'affiche de The First Half of My Life (en). Le drame connaît un énorme succès en Chine.

## Filmographie

### Cinéma
- 2012 : The Last Tycoon : Ye Zhiqiu
- 2013 : La Guerre des cartels : Yuan Ke'er
- 2014 : Breakup Buddies : Kang Xiaoyu
- 2014 : Huangjin shidai : Mei Zhi
- 2015 : From Vegas to Macau 2 : La femme de Xiao Ma
- 2016 : Call of Heroes : Zhou Susu
- 2019 : The Chinese Pilot : Bi Nan
- 2023 : Creation of the Gods I: Kingdom of Storms : La reine Jiang

## Récompenses et nominations

### Récompenses
- 1999 : 19e cérémonie des Coqs d'or : Meilleure actrice dans un second rôle pour Rhapsody of Spring
- 2002 : 22e cérémonie des Coqs d'or : Meilleure actrice dans un second rôle pour Pretty Big Feet
- 2002 : 26e Prix des Cent Fleurs : Meilleure actrice dans un second rôle pour Pretty Big Feet
- 2020 : 35e Prix des Cent Fleurs : Meilleure actrice dans un second rôle pour The Chinese Pilot
- 2020 : 33e édition des Golden Rooster Awards : Meilleure actrice dans un second rôle pour The Chinese Pilot
- 2022 : 36e édition des Cent Fleurs : Meilleure actrice pour Chinese Doctors

### Nominations
- 1998 : 
  - 19e édition des Coqs d'or : Meilleure actrice pour Once Upon a Time in Shanghai
- 2001 :
  - 21e cérémonie des Coqs d'or : Meilleure actrice pour A Love of Blueness
- 2009 : 
  - 46e cérémonie des Golden Horse Film Festival and Awards : Meilleure actrice principale pour Like a Dream
- 2023 : 
  - 36e cérémonie des Golden Rooster Awards : Meilleure actrice dans un second rôle pour Creation of the Gods I: Kingdom of Storms
  - 18e Prix Huabiao : Actrice exceptionnelle pour The Chinese Pilot
- 2024
  - 37e édition des Cent Fleurs : Meilleure actrice dans un second rôle pour Creation of the Gods I: Kingdom of Storms